# Îles Kamenny
Les îles Kamenny (en russe : Каменные острова, Kamenny Ostrova, signifiant « Îles pierreuses ») sont un groupe de trois îles dans le delta de la Neva, à Saint-Pétersbourg, en Russie.

## Géographie
|

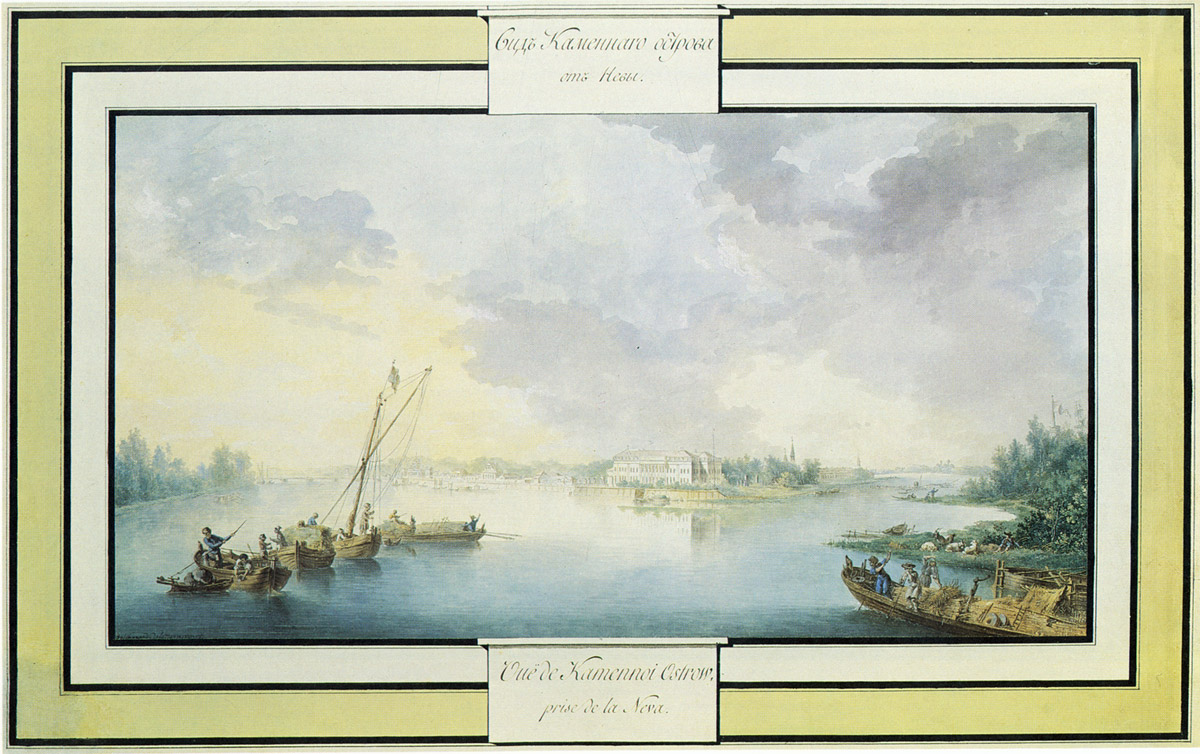
Paysage de l'île Kamenny en 1786

Les trois îles sont plates. Elles sont divisées par des canaux et ont des ponts qui les relient, ainsi que le groupe avec la terre ferme. Les îles Kamenny font partie de la ville de Saint-Pétersbourg.

### Île Kamenny
L'Île Kamenny (en russe : Каменный остров, signifiant 'Ile de Pierre'), d'une superficie de 1,06 km², est l'île la plus orientale et donne son nom au groupe . Elle a été rebaptisée île des Travailleurs (en russe : остров Трудящихся) à l'époque soviétique . Depuis cette époque et à ce jour, des résidences du gouvernement ont été situées sur l'île Kamenny.

### Île Elaguine
L'île Elaguine (en russe : Елагин остров) se trouve au centre/nord, où se trouve le Palais Elaguine.

### Île Krestovski
L'île Krestovski (en russe : Крестовский остров) est l'île la plus occidentale et la plus grande. C'est l'emplacement du palais de l'île Kamenny.

## Histoire de l'île Kamenny
Pierre le Grand offre l'île au comte Gavriil Golovkine, chancelier de l'Empire russe. Après que sa famille soit tombée en disgrâce, l'île passa à son successeur, le comte Alexis Bestoujev-Rioumine. Une décennie plus tard, l'impératrice Elisabeth l'accorde au futur Pierre III de Russie.
Au cours du XIXe siècle, l'île abritait des résidences d'été ("datcha") de la royauté et de la noblesse russes. À l'extrémité est de l'île se trouve le Palais Kamennoostrovsky, construit par Georg von Veldten pour Paul Ier et l'église néogothique de Saint-Jean de Jérusalem (1776-1781) construite en l'honneur de la victoire à Tchesmé et fréquentée par Alexandre Pouchkine pendant son séjour dans une datcha sur l'île de Kamenny. Un groupe des derniers poèmes de Pouchkine, y compris sa version de Exégèse monumentale, date de cette période.
À l'ouest se trouve un parc avec de nombreuses demeures du début du XXe siècle, et certaines des plus belles constructions Art nouveau de la ville : la maison Chene (3 Skvoznoï Proiezd), la maison Follenweider (13 Bolchaïa Alleïa) et la maison Meltser (8 Polevaïa Alleïa). La datcha de Polovtsov (1911-1913), avec ses intérieurs somptueux, est un joyau du néoclassicisme du XXe siècle.